# Synolcus malawi
Synolcus malawi är en tvåvingeart som beskrevs av Jason Gilbert Hayden Londt 1990. Synolcus malawi ingår i släktet Synolcus och familjen rovflugor.
Artens utbredningsområde är Malawi. Inga underarter finns listade i Catalogue of Life.